# St.-Vincentius-Kirche (Husby)

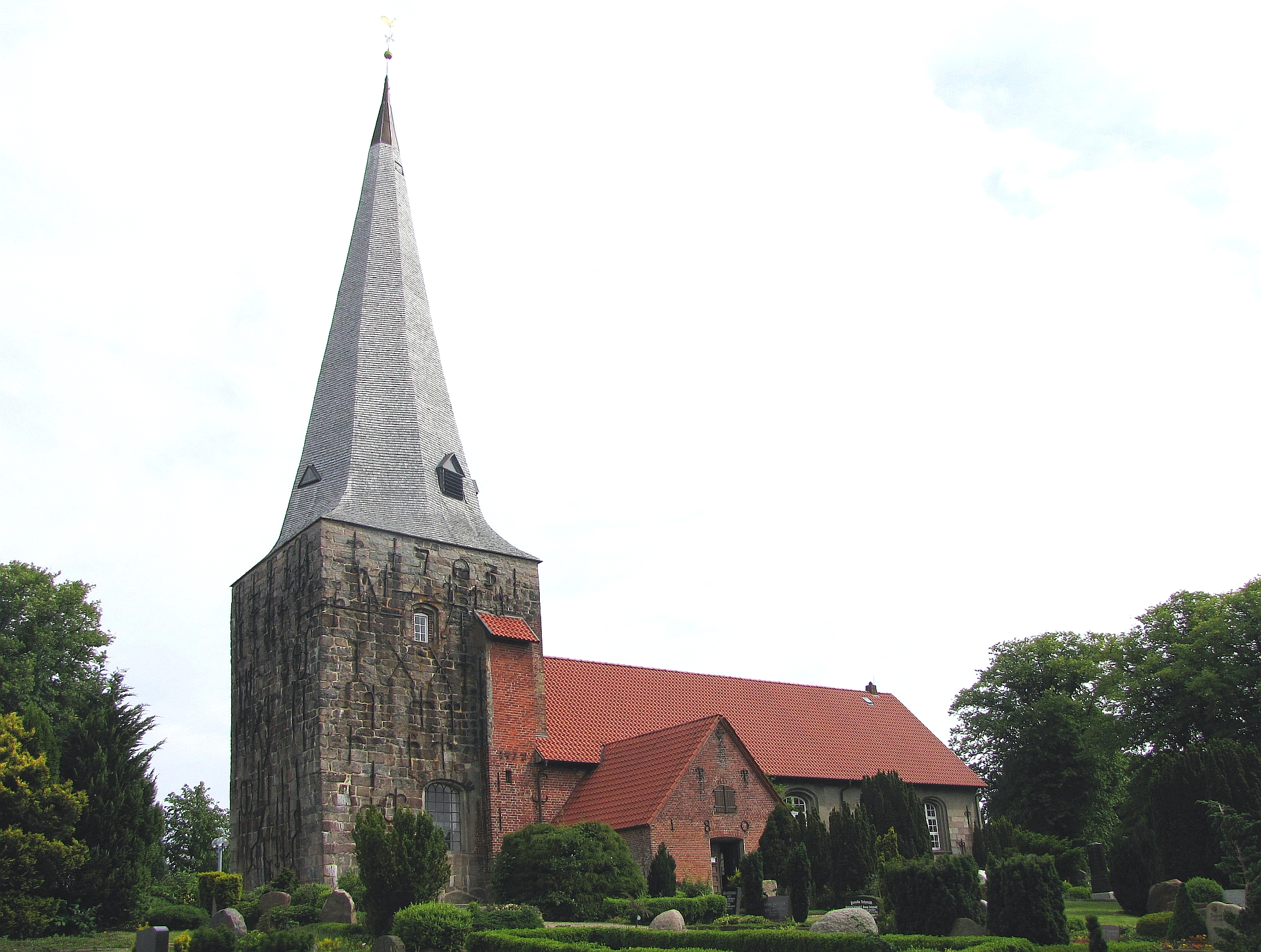
St.-Vincencius-Kirche in Husby

Die evangelisch-lutherische St.-Vincencius-Kirche in Husby, einer Gemeinde in der Landschaft Angeln im Kreis Schleswig-Flensburg in Schleswig-Holstein, ist eine Feldsteinkirche aus dem 12. Jahrhundert. Sie ist mit der Objekt-ID 2247 im Denkmalschutzverzeichnis eingetragen. Die Kirchengemeinde gehört zum Kirchenkreis Schleswig-Flensburg der Evangelisch-Lutherischen Kirche in Norddeutschland.

## Baugeschichte
Der Bau der Zentralkirche der Husbyharde begann schon vor 1200 mit der Errichtung einer Kapelle, dem späteren Chor mit einer Apsis, am Rand des Thingplatzes. Möglicherweise gab es sogar noch einen hölzernen Vorgängerbau. Die Kirche war dem heiligen Vincentius geweiht. Wie die St.-Marien-Kirche (Sörup) und nur zwei weitere Angeliter Kirchen wurde sie aus sorgfältig behauenen Granitquadern errichtet, die aufwendig herbeigeschafft werden mussten. Um 1200 wurde das breitere Kirchenschiff, ebenfalls aus Granitquadern, angebaut. Aus dieser Zeit sind noch die einfachen Rundbogenportale am Süd- und Nordeingang sowie an der Nordseite Reliefs von Schlangen, Drachen und Wölfen erhalten. 1599 zerstörte ein Blitz den Dachstuhl.
Die Entstehung des wuchtigen Turms konnte durch dendrochronologische Untersuchungen auf etwa 1350 datiert werden. Er brannte aufgrund eines Blitzeinschlages 1603 und wurde mit einem schindelgedeckten Helm wieder aufgebaut. Der  Sein Glockenstuhl wurde um 1700 mit einer Vorsatzschale aus Quadermauerwerk verblendet.
1786 wurden Chor und Apsis abgerissen und das Kirchenschiff nach Osten verlängert, um eine Saalkirche zu schaffen. Dabei wurden für den unteren Teil der Mauern die alten Quader wiederverwendet, während oben Backstein vergebaut wurde. Die 1752 für die gewachsene Zahl der Gemeindeglieder eingezogene, mit Bildern aus dem Leben Jesu verzierte Empore wurde verlängert. 1806 wurde das Südervorhaus angebaut. Der Ostgiebel wurde 1856/59 neuromanisch umgestaltet.
Bei der Renovierung 1952 wurde versucht, den mittelalterlichen Zustand durch Einzug eines Chorbogens und Bemalung der Holzdecke und des Chorbogens zu rekonstruieren. An der Südwand wurden die Backsteine im oberen Teil der Mauer verputzt, um den Anschein zu erwecken, dass die ganze Mauer aus Granitquadern bestehe.
Durch die Entwässerung des Markeruper Moores 1972 geriet der Turm in eine leichte Schieflage. 2017 konnte eine Sanierung abgeschlossen werden.

## Ausstattung

### Taufe
Aus der Entstehungszeit der Kirche ist die mit Reliefs versehene romanische Granittaufe erhalten. Die Kuppa ist durch einen querlaufenden Rundstab in zwei Zonen geteilt. Der Tauffuß hat die Form eines umgedrehten Würfelkapitells. Auf ungeklärte Weise ist dieser Taufstein mit den Taufsteinen des Meisters aus Djursland verwandt. Viele Ähnlichkeiten sprechen dafür, jedoch ist nachweisbar, dass er nicht diese Taufe erschuf. Im oberen Kupparand sind Reliefs mit Pflanzenornamenten ausgearbeitet. Darunter befindet sich eine Zone mit von Arkadenbögen geformten Feldern. Diese 10 Felder enthalten drei klare, gut detaillierte Bildthemen theologischer und weltlicher Art. Insgesamt sind es drei Bildprogramme: Der Sündenfall, die Kreuzigung und als weltliches Thema die Wollust. In der Kreuzigungsszene ist Jesus mit einem Kreuznimbus zu sehen. Von links durchbohrt Longinus mit einem Speer die Seite Jesu. Die Füße des Gekreuzigten sind nicht ans Kreuz genagelt. In dem weltlichen Bildprogramm ist eine nackte Frau mit gespreizten Beinen dargestellt. Ihre Hände verbergen ihr Geschlecht. An jeder Brust hat sich eine Schlange verbissen. Zu ihrer Rechten steht der Teufel und zu ihrer Linken ein Mann mit einem Beil. Hier wird eine der sieben Todsünden dargestellt, Luxuria, die Wollust. Im Sündenfall zeigt sich Adam nackt am Baum der Erkenntnis und Eva mit einem Rock bekleidet. Die Schlange reicht Eva den Apfel.
Ähnlich, aber deutlich einfacher als beim Taufbecken in Sörup zeigt der Taufstein am Fuß bedrohliche Fabeltiere, die das Böse symbolisieren, das durch die Taufe überwunden wird.

### Taufdeckel
Der gemalte hölzerne Deckel, der das Taufwasser früher vor Verunreinigung schützte, stammt aus der Barockzeit. Auf einem sechsseitigen glockenförmigen Deckel sind in gemalten Volutenkartuschen die Porträts von Personen (wahrscheinlich Apostel) erhalten. Am unteren Rand fügt sich ein Gesimsband an, das eine Taufbeschriftung enthält.

### Holzskulpturen
Aus der Zeit um 1230 stammt die spätromanische Statue des Erzengels Michael. Sie ist in einer besonderen Art geschnitzt, die einen Vergleich mit anderen Figuren in Schleswig und Dänemark im 13. Jh. nicht zulässt. Es wird angenommen, dass diese Figur nach sächsischen Vorbildern in Schleswig hergestellt wurde. Daneben finden sich eine Figur des heiligen Vinzenz (Lübeck?, um 1450–75) und eine Standfigur von Maria mit dem Kind aus der 2. Hälfte des 15. Jh. Darüber hinaus hat sich die Figur eines 23 cm hohen Lammes, entstanden im ausgehenden 15. Jahrhundert und vielleicht aus einer Georgsgruppe stammend, erhalten.

### Altarretabel
Der spätbarocke Altaraufsatz von 1786 zeigt im Altarblatt eine gemalte Kreuzigungsszene um ein geschnitztes Kruzifix und in der Predella eine Darstellung des letzten Abendmahls. Die Ädikula wird von Säulen flankiert, an denen Symbole des Abendmahls spiralförmig nach oben steigen. Auf der linken Seite sind es Ähren und auf der rechten Seite sind es Trauben, Symbole für die Eucharistie. Diese Symbole setzen sich in den Barockanschwüngen und als Puttenfigur neben dem Säulenkapitell fort. In den Barockanschwüngen und im Gesprenge sind Akanthusschnitzereien mit 13 spätgotischen Schnitzfiguren, Christus als Weltenrichter und die zwölf Apostel, aus einem früheren Altar aus dem ersten Viertel des 15. Jahrhunderts integriert. Im gesprengten Segmentgiebel thront der Salvator von zwei Posaune blasenden Engeln flankiert.

### Emporenkanzel
Aus dem Jahre 1691 stammt die Emporenkanzel, die von H. Buchholz geschaffen wurde. In sechs Feldern, die von reichem vollplastischem Fruchtgehänge flankiert werden, sind Christus, Paulus und die Evangelisten als vollplastische Schnitzfiguren vor einer orangefarbenen Rückwand eingearbeitet. Ein achtseitiger Schalldeckel stammt aus dem Jahr 1642.

### Emporenmalerei
Die Bilder an der Bilder an der Emporenbrüstung zeigen  27 Bilder von 1752 zum Alten Testament, inklusiv des Buches Tobit, sowie 9 Bilder von 1786 zum neuen Testament. Eine ursprüngliche Beschriftung der Bilder ist nicht mehr vorhanden. Die Bilder 32 – 36 gehören eigentlich zwischen die Bilder  27 und 28. 
1. Die Schöpfung.
2. Der Sündenfall. (Nach der Vorlage der Merianbibel)
3. Die Vertreibung aus dem Paradies.(Spiegelverkehrt, nach der Vorlage der Merianbibel)
4. Kain und Abel.(Nach der Vorlage der Merianbibel)
5. Der Turmbau zu Babel.(Nach der Vorlage der Merianbibel)
6. Drei Männer bei Abraham.(Spiegelverkehrt nach der Vorlage der Merianbibel)
7. Sodom und Gomorra. (Nach der Vorlage der Biblia ectypa von Christoph Weigel)
8. Abraham und Isaak.
9. Die Brautwerbung Isaaks.
10. Isaak segnet Jakob.
11. Jakob und die Himmelsleiter. (Spiegelverkehrt nach der Vorlage der Merianbibel)
12. Der Kampf am Jabbok.  (Spiegelverkehrt nach der Vorlage der Merianbibel)
13. Josef und die Frau des Potifar. (Ähnlich dem Bild an der Empore von Kleinsolt)
14. Mose im Schilfkorb. (Spiegelverkehrt nach der Vorlage der Merianbibel)
15. Mose und der brennende Dornbusch. (Spiegelverkehrt nach der Vorlage der Merianbibel)
16. Mose empfängt die zehn Gebote. (Ähnlich dem Bild an der Empore von Kleinsolt)
17. Mose und die Gebotstafeln. (Nach der Vorlage der Merianbibel)
18. Die Kundschafter.(Nach der Vorlage der Merianbibel)
19. Der Richter Gideon  Richter.
20. Abimelech.
21. Simsons Geburt.
22. Simson kämpft mit dem Löwen. (Nach der Vorlage der Biblia ectypa)
23. Simson wird von Daliah verraten.
24. Daniel in der Löwengrube. (Spiegelverkehrt nach der Vorlage der Merianbibel)
25. Der Prophet Jona.
26. Tobits Krankheit.
27. Tobias und der Schutzengel.
28. Die Auferweckung des Lazarus.
29. Gethsemane.  (Ähnlich dem Bild an der Empore von Eggebek)
30. Kreuzigung.  (Ähnlich den Bildern an den Emporen von Großsolt und Medelby)
31. Grablegung Jesu.
32. Der Engel kommt zu den Hirten.
33. Jesu Taufe. (Nach der Vorlage der Merianbibel)
34. Die Versuchung Christi (Ähnlich den Bildern an den Emporen von Großsolt und Sörup)
35. Die Bergpredigt.
36. Die Speisung der 5000.

### Orgel
Das jetzige Instrument baute Klaus Becker aus Kupfermühle im Jahre 1984. Sie ist, dem damaligen Zeitgeschmack entsprechend, dem neobarocken Stil zuzuordnen. 

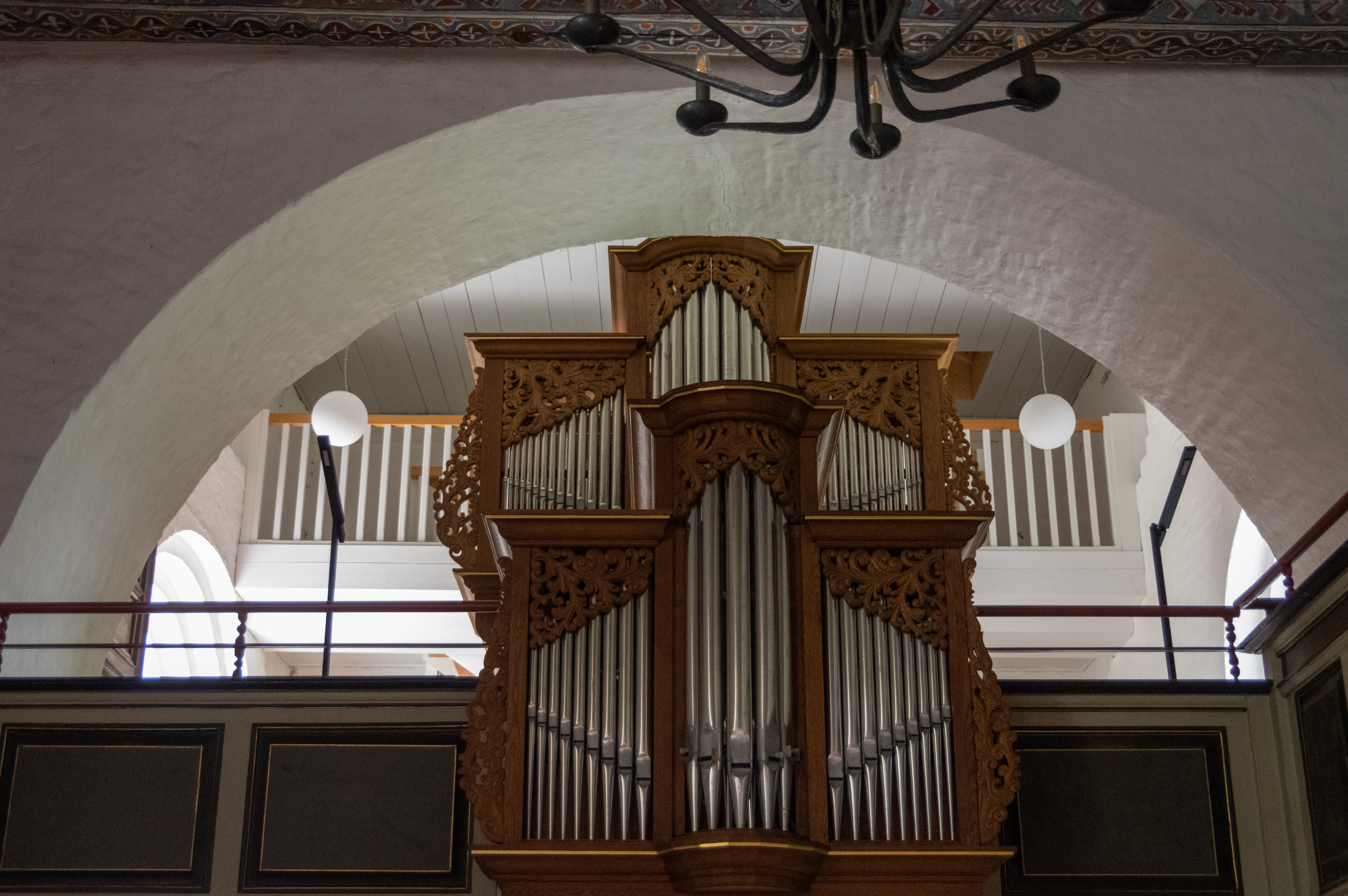
Orgel

Disposition
| I Hauptwerk |       |
| Ged. Pommer | 8′    |
| Prinzipal   | 8′    |
| Oktave      | 4′    |
| Rohrflöte   | 4′    |
| Blockflöte  | 2′    |
| Mixtur 3f.  |       |
| Terz        | 1 3⁄5 |

| II Rückpositiv |       |
| Krummhorn      | 8′    |
| Gedackt        | 8′    |
| Kl. Gedackt    | 4′    |
| Prinzipal      | 4′    |
| Oktave         | 2′    |
| Quinte         | 2 ⁄3′ |
| Scharff 3f.    |       |

| Pedal     |     |
| Subbass   | 16′ |
| Gedackt   | 8′  |
| Prinzipal | 8′  |
| Oktave    | 4′  |

- Koppeln: II/I, I/P, II/P

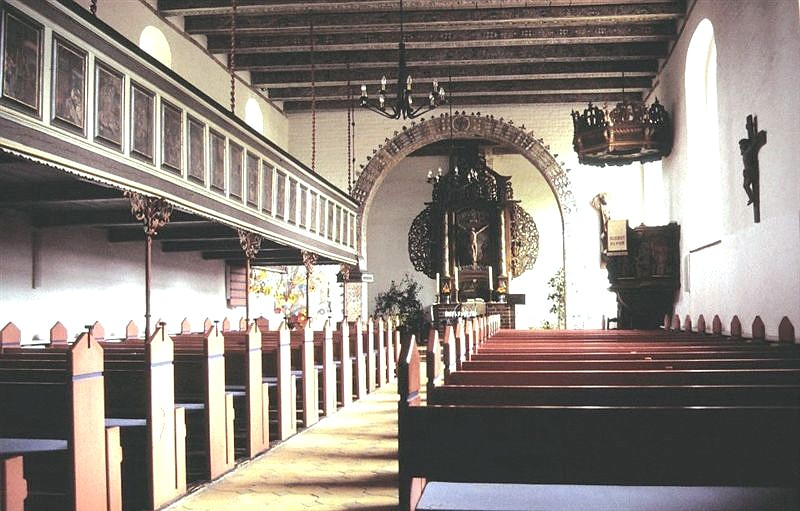
Innenansicht
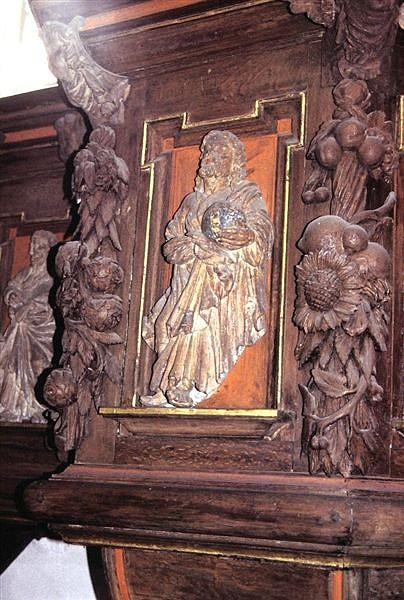
Detail der Kanzel
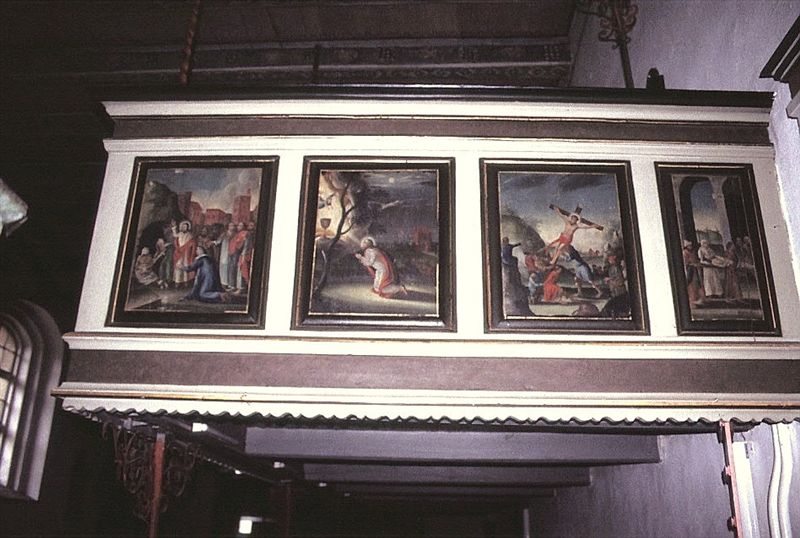
Emporenbilder
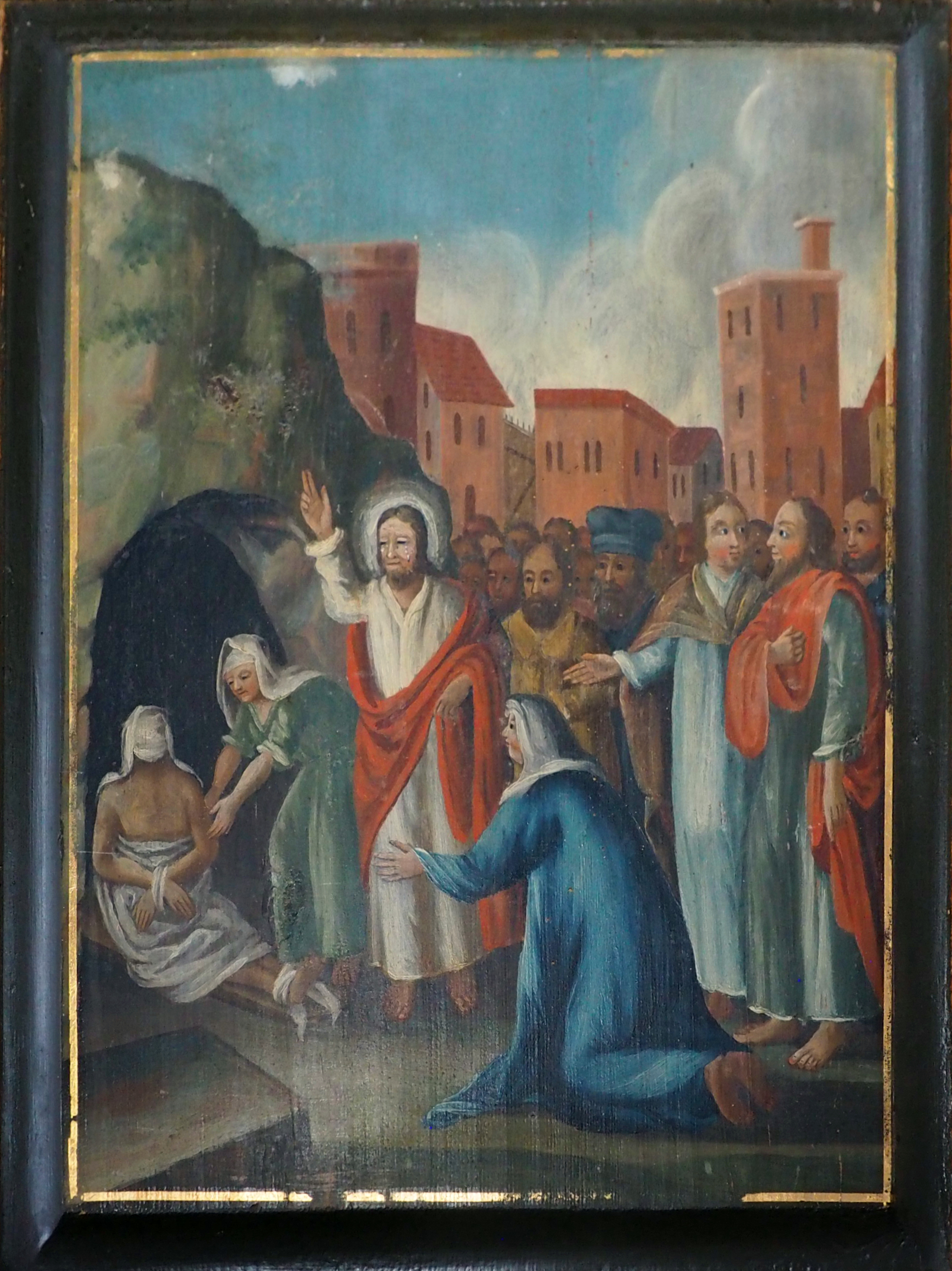
Emporenbild: Die Aufwerkung des Lazarus
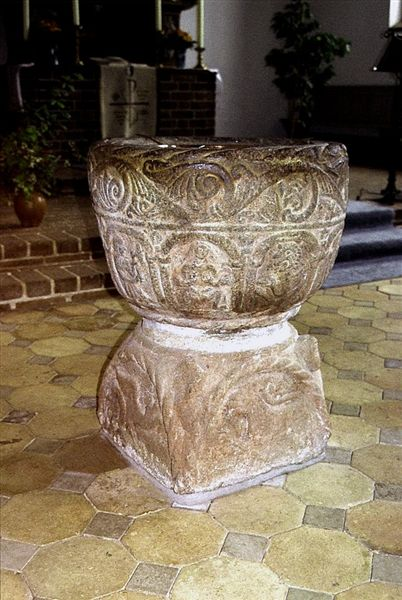
Romanischer Taufstein

### Glocken
Die St.-Vincentius-Kirche besaß vor dem Blitzeinschlag zwei Glocken. Die große Glocke war 1556 von Gerd von Merfeld in Flensburg gegossen worden, sie stürzte beim Brand ab. Auch die kleine Glocke wurde zerstört. Aus den Resten der beiden Glocken goss Melchior Lukas Brant 1610 eine neue Glocke. Über 300 Jahre durfte sie ungehindert läuten, bis sie im Zweiten Weltkrieg zusammen mit einer weiteren kleinen Glocke von Beseler aus dem Jahr 1812 abgeliefert werden musste. Im September 1947 wurde die Glocke von 1610 auf dem Hamburger Glockenfriedhof aufgefunden und nach Husby zurückgebracht. 1960 ließ die Kirche zwei weitere Glocken von der Gießerei Glockengießerei Gebr. Bachert aus Kochendorf gießen. Am 2. Januar 1961 wurden sie feierlich in Husby empfangen, seitdem läuten wieder drei Glocken in der St.-Vincentius-Kirche in Husby.
| Glocke | Name           | Schlagton | Durchmesser | Gussjahr | Inschriften und Verzierungen |
| ------ | -------------- | --------- | ----------- | -------- | --- |
| 1      | Große Glocke   | e′        | 1071 mm     | 1610     | Auf den Henkeln der Krone sind bärtige Gesichter eingegossen. Um die Schulter herum steht: „H ❁ NICOLAVS ❁ KARSTENS ❁ PASTOR ❁ THO ❁ HVSBY ❁ KAROKSWAREN ❁ YWER ❁ HESSEL ❁ CLAWE ❁ PAWELS ❁ LAS ❁ PETERSEN ❁ IVRGEN ❁ HANSEN ❁ M ❁ MELCHIOR ❁ LVCAS ❁ GOET ❁ MI ❁ ANO 1610.“ Direkt unter und über der Inschrift verlaufen Ringe um die Glocke herum. Etwas weiter entfernt von der Inschrift verläuft über und unter der Inschrift gespiegelt dasselbe Muster.                                |
| 2      | Kreuzglocke    | g′        | 1027 mm     | 1960     | Um die Schulter herum: „KOMMET HER ZU MIR ALLE, DIE IHR MÜHSELIG UND BELADEN SEID + + +, ICH WILL EUCH ERQUICKEN MATTH. 11,28 + + +“ Über und unter der Inschrift verläuft ein Ring. Um den Schlagring herum verläuft ein weiterer Ring; auf der Vorderseite über diesem Ring befindet sich das Gießerzeichen mit der Jahreszahl 1960. Auf der Rückseite ist mittig ein Kreis eingegossen. In diesem befindet sich ein weiterer kleinerer Kreis. Darin befindet sich ein gleichseitiges Kreuz. |
| 3      | Friedensglocke | a′        | 913 mm      | 1960     | Um die Schulter herum: „EHRE SEI GOTT IN DER HÖHE UND FRIEDEN AUF ERDEN UND DEN MENSCHEN EIN WOHLGEFALLEN LUKAS. 2, 14 + + +“ Über und unter der Inschrift verläuft ein Ring. Ein weiterer Ring verläuft um den Schlagring herum, darüber befindet sich das Gießerzeichen mit der Jahreszahl 1960. Auf der Rückseite ist mittig ein Kreis eingegossen. In dem Kreis steht ein Kreuz, welches nach oben hin aus dem Kreis herausragt.                                                           |